# 安和街道
安和街道是中国黑龙江省哈尔滨市道里区下辖的一个街道。

## 行政区划
安和街道下辖5个社区：安和社区、安广社区、安德社区、广发社区、正义社区。